# Akumal
Akumal (maia: 'lugar de tartarugas') historicamente é o primeiro destino turístico situado na faixa litorânea da península de Yucatán, banhado pelo Mar do Caribe. Originalmente havia uma grande plantação de cocos de propriedade de don Argimiro Argüelles até 1958, quando descobriu o CEDAM (Clube de Exploração e Esportes Aquáticos do México), um clube exclusivo de mergulho. Akumal foi a sede dessa agrupação cujo interesse era a busca de tesouros submarinhos.